# 祝光耀
祝光耀（1944年10月—2019年9月16日），湖南益阳人，中华人民共和国政治人物，曾任中华人民共和国林业部副部长，原国家环境保护总局副局长、党组副书记，中央纪委驻原国家环境保护总局纪检组组长。